# Rhexia varicosa
Rhexia varicosa är en insektsart som beskrevs av Butler. Rhexia varicosa ingår i släktet Rhexia och familjen hornstritar. Inga underarter finns listade i Catalogue of Life.